# Luigi Pieroni
Luigi Pieroni (Liegi, 8 settembre 1980) è un ex calciatore belga di origini italiane, attaccante.

## Carriera

### Club
Pieroni comincia la sua carriera nello Standard Liegi ma non riesce a guadagnarsi la fiducia dell'allenatore. È per questa ragione che si trasferisce al RFC Liegi (allora in seconda divisione belga). Rimane 4 stagioni al RFC, segnando 30 gol in 104 presenze.
Nel 2003, a seguito del fallimento societario del RFC Liegi che viene retrocesso d'ufficio in terza divisione, passa in Jupiler League, con l'R.E. Mouscron. Termina la sua prima stagione col club di Mouscron totalizzando 28 gol in 30 presenze, diventando così capocannoniere del campionato ed oggetto del desiderio di vari club, tra i quali sceglie l'Auxerre. Nella sua prima stagione in Ligue 1 segna 6 gol, raddoppiando la cifra la stagione susseguente.
Durante il mercato di gennaio del 2007, viene acquistato dal Nantes, firmando un contratto triennale da 2,5 milioni di euro. Segna il suo primo gol con la sua nuova maglia il 13 gennaio 2007 contro il Nizza, alla sua prima partita. Nonostante il suo contributo, il Nantes retrocede in Ligue 2 a fine stagione.
Il 17 agosto 2007 passa al Lens in prestito con diritto di riscatto. Nel gennaio 2008 lascia il Lens per approdare all'Anderlecht con la formula del prestito con diritto di riscatto, se convincerà avrà un contratto triennale fino al 2011.
Il 29 giugno 2008, viene ufficializzato il suo passaggio al Valenciennes.
Nel gennaio 2010 torna in Belgio con un contratto di due anni e mezzo con il Gent. Nell'agosto del 2010 torna allo Standard Liegi, club nel quale aveva militato da giovane.
Il 19 luglio 2011 passa all'Arles-Avignon con cui firma un contratto triennale.

### Nazionale
Ha esordito con il Belgio il 18 febbraio 2004 contro la Francia.

## Statistiche

### Cronologia presenze e reti in nazionale
| Cronologia completa delle presenze e delle reti in nazionale ― Belgio | Cronologia completa delle presenze e delle reti in nazionale ― Belgio | Cronologia completa delle presenze e delle reti in nazionale ― Belgio | Cronologia completa delle presenze e delle reti in nazionale ― Belgio | Cronologia completa delle presenze e delle reti in nazionale ― Belgio | Cronologia completa delle presenze e delle reti in nazionale ― Belgio | Cronologia completa delle presenze e delle reti in nazionale ― Belgio | Cronologia completa delle presenze e delle reti in nazionale ― Belgio |
| Data                                                                  | Città                                                                 | In casa                                                               | Risultato                                                             | Ospiti                                                                | Competizione                                                          | Reti                                                                  | Note                                                                  |
| --------------------------------------------------------------------- | --------------------------------------------------------------------- | --------------------------------------------------------------------- | --------------------------------------------------------------------- | --------------------------------------------------------------------- | --------------------------------------------------------------------- | --------------------------------------------------------------------- | --------------------------------------------------------------------- |
| 18-2-2004                                                             | Bruxelles                                                             | Belgio                                                                | 0 – 2                                                                 | Francia                                                               | Amichevole                                                            | -                                                                     | 88’                                                                   |
| 31-3-2004                                                             | Colonia                                                               | Germania                                                              | 3 – 0                                                                 | Belgio                                                                | Amichevole                                                            | -                                                                     |                                                                       |
| 28-4-2004                                                             | Bruxelles                                                             | Belgio                                                                | 2 – 3                                                                 | Turchia                                                               | Amichevole                                                            | -                                                                     | 68’                                                                   |
| 18-8-2004                                                             | Oslo                                                                  | Norvegia                                                              | 2 – 2                                                                 | Belgio                                                                | Amichevole                                                            | -                                                                     | 70’                                                                   |
| 4-9-2004                                                              | Charleroi                                                             | Belgio                                                                | 1 – 1                                                                 | Lituania                                                              | Qual. Mondiali 2006                                                   | -                                                                     | 73’                                                                   |
| 17-11-2004                                                            | Bruxelles                                                             | Belgio                                                                | 0 – 2                                                                 | Serbia e Montenegro                                                   | Qual. Mondiali 2006                                                   | -                                                                     | 59’                                                                   |
| 9-2-2005                                                              | il Cairo                                                              | Egitto                                                                | 4 – 0                                                                 | Belgio                                                                | Amichevole                                                            | -                                                                     | 64’                                                                   |
| 26-3-2005                                                             | Bruxelles                                                             | Belgio                                                                | 4 – 1                                                                 | Bosnia ed Erzegovina                                                  | Qual. Mondiali 2006                                                   | -                                                                     | 86’                                                                   |
| 30-3-2005                                                             | Serravalle                                                            | San Marino                                                            | 1 – 2                                                                 | Belgio                                                                | Qual. Mondiali 2006                                                   | -                                                                     | 84’                                                                   |
| 4-6-2005                                                              | Belgrado                                                              | Serbia e Montenegro                                                   | 0 – 0                                                                 | Belgio                                                                | Qual. Mondiali 2006                                                   | -                                                                     | 89’                                                                   |
| 17-8-2005                                                             | Bruxelles                                                             | Belgio                                                                | 2 – 0                                                                 | Grecia                                                                | Amichevole                                                            | -                                                                     | 73’                                                                   |
| 3-9-2005                                                              | Zenica                                                                | Bosnia ed Erzegovina                                                  | 1 – 0                                                                 | Belgio                                                                | Qual. Mondiali 2006                                                   | -                                                                     |                                                                       |
| 8-10-2005                                                             | Bruxelles                                                             | Belgio                                                                | 0 – 2                                                                 | Spagna                                                                | Qual. Mondiali 2006                                                   | -                                                                     | 76’                                                                   |
| 1-3-2006                                                              | Lussemburgo                                                           | Lussemburgo                                                           | 0 – 2                                                                 | Belgio                                                                | Amichevole                                                            | 1                                                                     |                                                                       |
| 20-5-2006                                                             | Trnava                                                                | Slovacchia                                                            | 1 – 1                                                                 | Belgio                                                                | Amichevole                                                            | -                                                                     | 46’                                                                   |
| 24-5-2006                                                             | Genk                                                                  | Belgio                                                                | 3 – 3                                                                 | Turchia                                                               | Amichevole                                                            | -                                                                     | 86’                                                                   |
| 16-8-2006                                                             | Bruxelles                                                             | Belgio                                                                | 0 – 0                                                                 | Kazakistan                                                            | Qual. Euro 2008                                                       | -                                                                     | 60’                                                                   |
| 6-9-2006                                                              | Erevan                                                                | Armenia                                                               | 0 – 1                                                                 | Belgio                                                                | Qual. Euro 2008                                                       | -                                                                     | 86’                                                                   |
| 7-10-2006                                                             | Belgrado                                                              | Serbia                                                                | 1 – 0                                                                 | Belgio                                                                | Qual. Euro 2008                                                       | -                                                                     | 75’                                                                   |
| 11-10-2006                                                            | Bruxelles                                                             | Belgio                                                                | 3 – 0                                                                 | Azerbaigian                                                           | Qual. Euro 2008                                                       | -                                                                     | 86’                                                                   |
| 15-11-2006                                                            | Bruxelles                                                             | Belgio                                                                | 0 – 1                                                                 | Polonia                                                               | Qual. Euro 2008                                                       | -                                                                     | 62’                                                                   |
| 7-2-2007                                                              | Bruxelles                                                             | Belgio                                                                | 0 – 2                                                                 | Rep. Ceca                                                             | Amichevole                                                            | -                                                                     | 61’                                                                   |
| 17-11-2007                                                            | Katowice                                                              | Polonia                                                               | 2 – 0                                                                 | Belgio                                                                | Qual. Euro 2008                                                       | -                                                                     | 61’                                                                   |
| 21-11-2007                                                            | Baku                                                                  | Azerbaigian                                                           | 0 – 1                                                                 | Belgio                                                                | Qual. Euro 2008                                                       | 1                                                                     | 41’ 81’                                                               |
| 26-3-2008                                                             | Bruxelles                                                             | Belgio                                                                | 1 – 4                                                                 | Marocco                                                               | Amichevole                                                            | -                                                                     | 80’                                                                   |
| Totale                                                                |                                                                       | Presenze                                                              | 25                                                                    |                                                                       | Reti                                                                  | 2                                                                     |                                                                       |

## Palmarès

### Club

#### Competizioni nazionali
- Coppa di Francia: 1

Auxerre: 2004-2005
- Coppa del Belgio: 2

Anderlecht: 2007-2008
Standard Liegi: 2010-2011

#### Competizioni Internazionali
- Coppa Intertoto UEFA: 1

Auxerre: 2006

### Individuale
- Capocannoniere della Pro League: 1

2003-2004 (28 gol)